# Ribeira das Oito
A Ribeira das Oito é um curso de água português, localizado na freguesia açoriana de Santa Bárbara, concelho de Angra do Heroísmo, ilha Terceira, arquipélago dos Açores dentro das coordenadas geográficas de Latitude de 38° 40' 60 Norte e na Longitude de 27° 21' 0 Oeste.
Este curso de água que se inicia a uma cota de altitude de 850 metros encontra-se geograficamente localizado na parte Oeste da ilha Terceira e tem a sua origem nos contrafortes do vulcão da Serra de Santa Bárbara, a maior formação geológica da ilha Terceira que se eleva a 1021 metros acima do nível do mar e faz parte de bacia hidrográfica gerada pela própria montanha.